# Santa Cruz del Valle
Santa Cruz del Valle és un municipi de la província d'Àvila, a la comunitat autònoma de Castella i Lleó. En 2014 era considerat el municipi amb la taxa d'endeutament més alta per habitant de l'estat espanyol.

Altitud: 725 m
Àrea: 29,62 km²
Informació meteorològica: 17 °C, vent de E a 13 km/h, 62% d'humitat weather.com
Població: 365 (2018) Institut Nacional d'Estadística d'Espanya
Província: Àvila
Com s'hi arriba: Vol que dura 1 h 25 min, per 46 € com a mínim. Mostra els vols
Hora local: dissabte 15:11